# 侵華日本關東軍護路守備隊盤山分隊舊址
侵華日本關東軍護路守備隊盤山分隊舊址位於中华人民共和国遼寧省盤錦市雙台子區勝利街東段，占地面積450平方米，建築面積198平方米。1932年4月，日本關東軍在盤山火車站前設立關東軍護路守備隊分隊部，同時修建碉堡式炮樓兼營房。建築因全部用紅磚砌成而得名「小紅樓」，房頂設女兒牆，上層有瞭望樓。東南角和西北角各建一個圓形碉堡。1995年公布為盤錦市市級文物保護單位，2008年公布為遼寧省省級文物保護單位。2019年10月7日入選第八批全國重點文物保護單位名單。